# Sinocyclocheilus
Sinocyclocheilus es un género de peces de la familia Cyprinidae y de la orden de los Cypriniformes. Es endémico de China.

## Especies
- Sinocyclocheilus albeoguttatus R. D. Lin & Z. F. Luo, 1986
- Sinocyclocheilus altishoulderus W. X. Li & J. H. Lan, 1992
- Sinocyclocheilus anatirostris R. D. Lin & Z. F. Luo, 1986
- Sinocyclocheilus angularis J. Z. Zheng & J. Wang, 1990
- Sinocyclocheilus angustiporus C. Y. Zheng & J. H. Xie, 1985
- Sinocyclocheilus anophthalmus Y. R. Chen, X. L. Chu, Z. Y. Luo & J. Y. Wu, 1988
- Sinocyclocheilus aquihornes W. X. Li & H. F. Yang, 2007
- Sinocyclocheilus biangularis Wang, 1996
- Sinocyclocheilus bicornutus D. Z. Wang & J. W. Liao, 1997
- Sinocyclocheilus brevibarbatus Y. H. Zhao, J. H. Lan & C. G. Zhang, 2008
- Sinocyclocheilus brevis J. H. Lan & J. X. Chen, 1992
- Sinocyclocheilus broadihornes W. X. Li & W. N. Mao, 2007
- Sinocyclocheilus cyphotergous (D. Y. Dai, 1988)
- Sinocyclocheilus donglanensis Y. H. Zhao, K. Watanabe & Y. H. Zhao, 2006
- Sinocyclocheilus dongtangensis J. Zhou, Q. Liu & H. X. Wang, 2011
- Sinocyclocheilus flexuosdorsalis D. G. Zhu & Y. Zhu, 2012
- Sinocyclocheilus furcodorsalis Y. R. Chen, J. X. Yang & J. H. Lan, 1997
- Sinocyclocheilus grahami (Regan, 1904)
- Sinocyclocheilus guanduensis Li & Xiao, 2004
- Sinocyclocheilus guilinensis C. S. Ji, 1985
- Sinocyclocheilus guishanensis W. X. Li, 2003
- Sinocyclocheilus guiyang Shao, Cheng, Lu, Zhou & Zeng, 2024[1]
- Sinocyclocheilus hei W. X. Li & H. Xiao, 2004
- Sinocyclocheilus huanglongdongensis W. X. Li & H. Xiao, 2004
- Sinocyclocheilus huangtianensis D. G. Zhu, Y. Zhu & J. H. Lan, 2011
- Sinocyclocheilus huaningensis W. X. Li, 1998
- Sinocyclocheilus huanjiangensis T. J. Wu, X. Gan & W. X. Li, 2010
- Sinocyclocheilus hugeibarbus W. X. Li & J. C. Ran, 2003
- Sinocyclocheilus hyalinus Y. R. Chen & J. X. Yang, 1993
- Sinocyclocheilus jii C. G. Zhang & D. Y. Dai, 1992
- Sinocyclocheilus jinxiensis H. F. Zheng, L. H. Xiu & J. Yang, 2013
- Sinocyclocheilus jiuxuensis W. X. Li & J. H. Lan, 2003
- Sinocyclocheilus lateristriatus W. X. Li, 1992
- Sinocyclocheilus liboensis W. X. Li, Hui Ming Chen & J. C. Ran, 2004
- Sinocyclocheilus lingyunensis W. X. Li, H. Xiao & Z. F. Luo, 2000
- Sinocyclocheilus longicornus Xu, Luo, Zhou, Wu, Zhao, Yang, Xiao & Zhou, 2023[2]
- Sinocyclocheilus longibarbatus D. Z. Wang & Yi-Yu Chen, 1989
- Sinocyclocheilus longifinus W. X. Li, 1996
- Sinocyclocheilus luopingensis W. X. Li & J. N. Tao, 2002
- Sinocyclocheilus macrocephalus W. X. Li, 1985
- Sinocyclocheilus macrolepis D. Z. Wang & Yi-Yu Chen, 1989
- Sinocyclocheilus macrophthalmus C. G. Zhang & Y. H. Zhao, 2001
- Sinocyclocheilus macroscalus Shen et al., 2000
- Sinocyclocheilus maculatus W. X. Li, 2000
- Sinocyclocheilus maitianheensis W. X. Li, 1992
- Sinocyclocheilus malacopterus X. L. Chu & G. H. Cui, 1985
- Sinocyclocheilus mashanensis T. J. Wu, Z. P. Liao & W. X. Li, 2010
- Sinocyclocheilus microphthalmus G. L. Li, 1989
- Sinocyclocheilus multipunctatus (Pellegrin, 1931)
- Sinocyclocheilus oxycephalus W. X. Li, 1985
- Sinocyclocheilus purpureus W. X. Li, 1985
- Sinocyclocheilus qiubeiensis W. X. Li, 2002
- Sinocyclocheilus qujingensis W. X. Li, W. N. Mao & Zong-Min Lu, 2002
- Sinocyclocheilus rhinocerous W. X. Li & J. N. Tao, 1994
- Sinocyclocheilus robustus J. X. Chen & Z. F. Zhao, 1988
- Sinocyclocheilus tianlinensis Jie Zhao, C. G. Zhang & A. Y. He, 2004
- Sinocyclocheilus tileihornes W. N. Mao, Zong-Min Lu & W. X. Li, 2003
- Sinocyclocheilus tingi P. W. Fang, 1936
- Sinocyclocheilus wumengshanensis W. X. Li, W. N. Mao & Zong-Min Lu, 2003
- Sinocyclocheilus xunlensis J. H. Lan, Y. H. Zhao & C. G. Zhang, 2004
- Sinocyclocheilus yangzongensis S. L. Tsu & Y. R. Chen, 1977
- Sinocyclocheilus yaolanensis J. Zhou, X. Z. Li & X. F. Hou, 2009
- Sinocyclocheilus yimenensis W. X. Li, H. Xiao, 2005
- Sinocyclocheilus yishanensis W. X. Li & J. H. Lan, 1992